# Модель Маскета — Мереса
Модель Маскета—Мереса (англ. black oil model) — поширена математична модель трифазної неусталеної фільтрації суміші нафти, газу й води в пористому нафтоносному пласті. 
Модель передбачає нафтову фазу, що складається з власне нафти та розчиненого в ній газу, і водну фазу, що теж може складатися з двох компонент: води та розчиненого в ній газу. За моделлю нафта й вода не переходять у газову фазу, тоді як газ може переходити в рідинні фази й назад (залежно від умов у пласті). 
Модель включає три рівняння руху за законом Дарсі, три рівняння нерозривності, рівняння балансу насиченості, а також залежності, що описують фазові переходи та зміну фізичних властивостей флюїдів залежно від тиску.
На початку XX сторіччя на основі цієї моделі було розроблено точніші (більш реалістичні) моделі.